# Son Caulelles

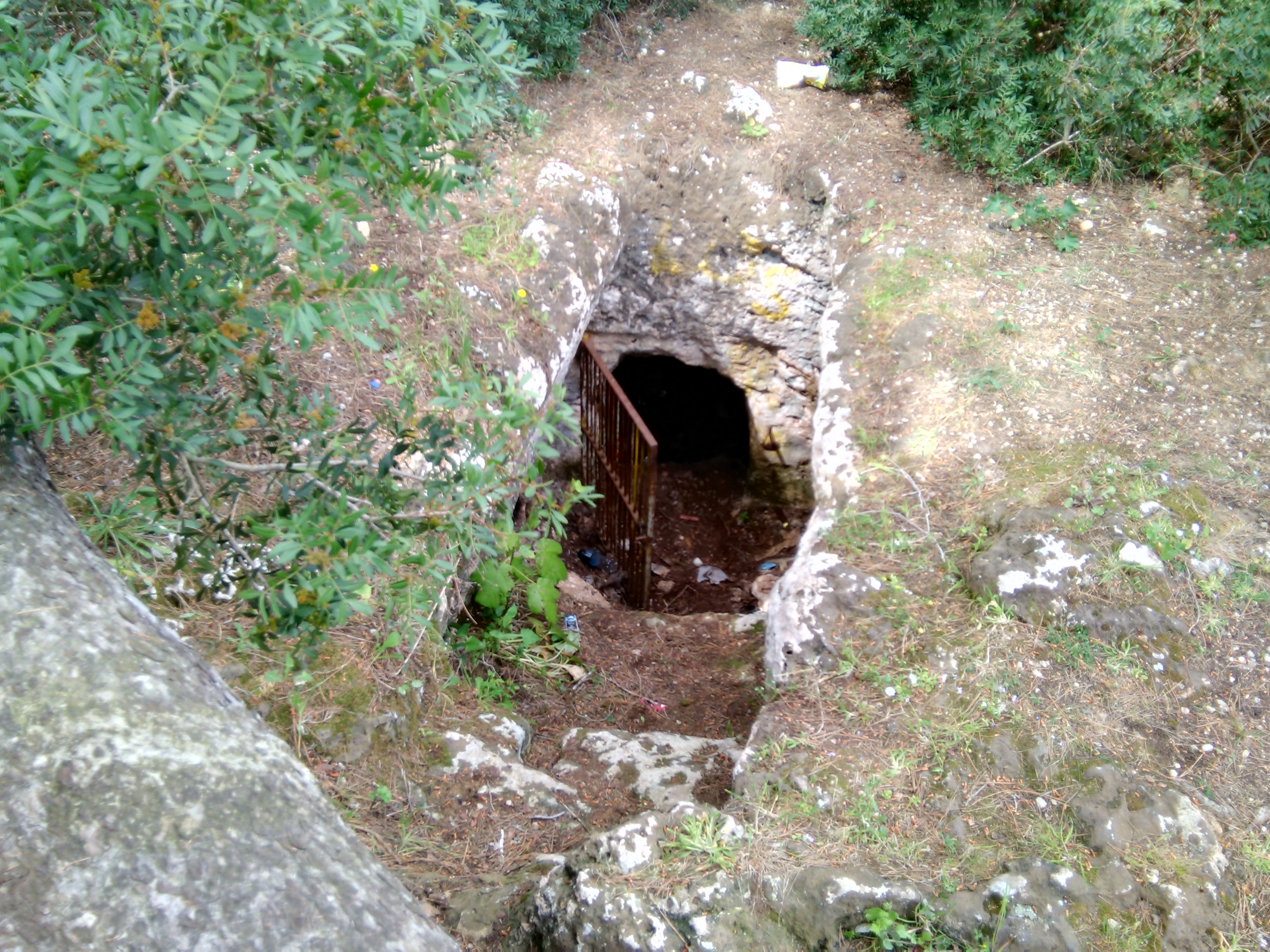
Son Caulelles

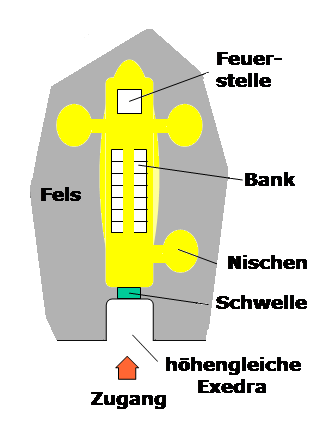
Schema einer Cueva – hier Cala Sant Vicenç. Son Caulellas hat dagegen nur die vordere rechte Seitennische

Die auf Spanisch Cueva artificial oder Cueva sepulcral genannte Höhle von Son Caulelles in Marratxí im Nordwesten der spanischen Baleareninsel Mallorca gehört zu einer künstlichen Höhlengattung, die eine Eigenheit der prätalayotischen oder navetiformen Ära (1600–1200 v. Chr.) der Vorgeschichte der Insel bildet.
Die 1926 von W. J. Hemp untersuchte Höhle von Son Caulelles gehört zur gleichen Art wie die Anlagen von Son Sunyer und Cala Sant Vicenç.
Quer vor dem Zugang liegt ein 3,5 m langer und 0,3 m tiefer Graben, dessen Funktion unbekannt ist. Der Zugang besteht aus drei Segmenten, die wahrscheinlich mit Platten abgedeckt waren. Das Portal der Kammer misst 0,8 × 0,7 m. In der Kammer mit bootförmigem Grundriss befindet sich ein umlaufender, 13-fach durch ein Dellenprofil segmentierter Bankaltar, der in der Mitte, wo der etwa dreieckige Querschnitt der Kammer am höchsten ist, einen etwa 0,9 m großen, der Länge nach ovalen Bereich freilässt. Auf der Südseite steht am Rand des Bankaltars ein kleiner Pylon, der die Höhe des Altars ein wenig übersteigt. An der rechten Wand liegt nahe dem Zugang eine runde Seitennische. Es gibt keine Aufzeichnung über Funde von Töpferwaren oder menschlichen Überresten. 
Es gibt in Sa Cabaneta weitere Cuevas: Cova des Bosc, Cova de Can Parrisco und Ets Antigors.